# 1713年買賣聖職法令
《1713年買賣聖職法令》（英語：Simony Act 1713；13 Ann c 11）是大不列顛國會的一項法令，旨在防止買賣聖職。
整部法令由《1971年成文法（廢除）法令》第1條及附表第II部廢除。

## 標題
詳題中由「for the better」起至「England and」止的字句由《1948年成文法編正法令》第1條及附表1廢除。

## 第2條
本條中生效日期的字句由《1948年成文法編正法令》第1條及附表1廢除。